# Campionati europei di ciclismo su strada 2009 - Cronometro femminile Junior
La cronometro femminile Junior dei Campionati europei di ciclismo su strada 2009 si è svolta il 2 luglio 2009 con partenza ed arrivo da Gits, in Belgio, su un percorso totale di 12 km. La medaglia d'oro è stata vinta dalla francese Pauline Ferrand-Prévot con il tempo di 16'55" alla media di 42,553 km/h, argento all'ucraina Hanna Solovey e a completare il podio la danese Maria Grandt Petersen.
All'arrivo 50 cicliste completarono la gara.

## Classifica (Top 10)
| Pos. | Corridore              | Squadra   | Tempo  |
| ---- | ---------------------- | --------- | ------ |
| 1    | Pauline Ferrand-Prévot | Francia   | 16'55" |
| 2    | Hanna Solovey          | Ucraina   | a 1"   |
| 3    | Maria Grandt Petersen  | Danimarca | a 30"  |
| 4    | Vaida Pikauskaite      | Lituania  | a 34"  |
| 5    | Aude Biannic           | Francia   | a 35"  |
| 6    | Julie Leth             | Danimarca | a 47"  |
| 7    | Susanna Zorzi          | Italia    | a 52"  |
| 8    | Nicole Hanselmann      | Svizzera  | a 58"  |
| 9    | Elyzaveta Oshurkova    | Ucraina   | s.t.   |
| 10   | Sabrina-Lena Hofmann   | Germania  | s.t.   |